# Javier Velázquez
 Javier Rubén Velázquez (Zárate, Argentina, 3 de febrero de 1984) es un exfutbolista argentino, que se desempeñaba como delantero. Se retiró en CADU que milita en la Primera B Nacional, segunda categoría del fútbol argentino. 

## Trayectoria
Lleva anotados más de 200 goles en su carrera, y además fue goleador de todas las categorías del fútbol argentino en 2 temporadas, ambas con defensores unidos: en temporada 08/09 de la Primera D, donde anotó 33 goles en igual cantidad de partidos y en la temporada 17/18 de la Primera C, en la cual anotó 25 goles en 32 partidos.

## Datos de interés
Jugó en todas las categorías del fútbol argentino y además cuenta con 6 ascensos. Logrados en todas las categorías de ascenso Primera D, Primera C, Primera B y Primera B Nacional. 

## Clubes
| Club                    | País      | Año       |
| ----------------------- | --------- | --------- |
| Defensores Unidos       | Argentina | 2000-2005 |
| Huracán (CR)            | Argentina | 2005-2006 |
| Defensores Unidos       | Argentina | 2006-2009 |
| Racing Club             | Argentina | 2009      |
| Independiente Rivadavia | Argentina | 2010-2011 |
| Palestino               | Chile     | 2011-2012 |
| Independiente Rivadavia | Argentina | 2012      |
| Instituto               | Argentina | 2012-2014 |
| Talleres (C)            | Argentina | 2015-2016 |
| Juventud Unida (G)      | Argentina | 2016      |
| Defensores Unidos       | Argentina | 2017-2019 |
| Almirante Brown         | Argentina | 2019-2020 |
| San Telmo               | Argentina | 2020-2022 |
| Defensores Unidos       | Argentina | 2022-     |

## Palmarés
| Logro              | Club              | País      | Año     |
| ------------------ | ----------------- | --------- | ------- |
| Primera D          | Defensores Unidos | Argentina | 2007-08 |
| Torneo Federal A   | Talleres          | Argentina | 2015    |
| Primera B Nacional | Talleres          | Argentina | 2016    |
| Primera C          | Defensores Unidos | Argentina | 2017-18 |
| Primera B          | Almirante Brown   | Argentina | 2020    |
| Primera B          | Defensores Unidos | Argentina | 2022    |